# Bataille de la Boyne
Batailles
- Philippsbourg (1688)
- Sac du Palatinat (1689)
- Baie de Bantry (1689)
- Mayence (1689)
- Walcourt (1689)
- Fleurus (1690)
- Cap Béveziers (1690)
- La Boyne (1690)
- Limerick (1690)
- Staffarda (1690)
- Québec (1690)
- Coni (1691)
- Mons (1691)
- Leuze (1691)
- Aughrim (1691)
- La Hougue (1692)
- Namur (1692)
- Steinkerque (1692)
- Lagos (1693)
- Neerwinden (1693)
- La Marsaille (1693)
- Charleroi (1693)
- Saint-Malo (1693)
- Rivière Ter (1694)
- Palamós (1694)
- Camaret (1694)
- Texel (1694)
- Dieppe (1694)
- Bruxelles (1695)
- Namur (1695)
- Dogger Bank (1696)
- Carthagène (1697)
- Barcelone (1697)
- Baie d'Hudson (1697)

La bataille de la Boyne (en anglais : Battle of the Boyne, /ˈbætəɫ ɒv ðə bɔɪn/ ; en irlandais : Cath na Bóinne, /ˈkah n̪ˠə ˈbˠoːn̪ʲə/) se déroule le 10 juillet 1690 (soit le 1er juillet du calendrier julien), entre le roi catholique Jacques II d'Angleterre et le roi protestant Guillaume III d'Angleterre. La bataille a lieu près de Drogheda, dans le comté de Louth, en Irlande. Cette bataille, remportée par les armées de Guillaume III, marque un tournant décisif dans les guerres jacobites en faveur de celui-ci.

## Contexte

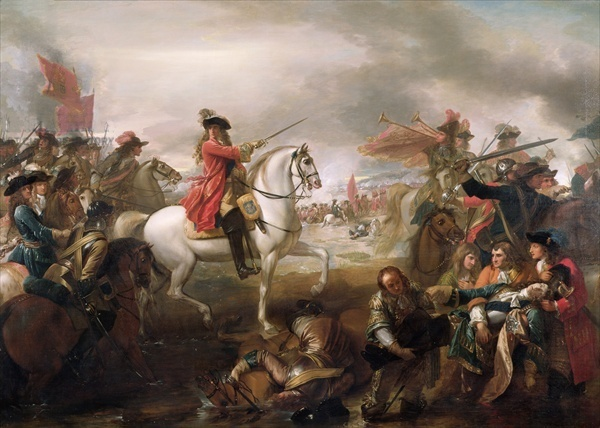
Guillaume III durant la bataille.

En 1689, la Glorieuse Révolution aboutit à la destitution du roi catholique Jacques II. Le parlement britannique offre la couronne à sa fille aînée Marie et à son époux Guillaume d'Orange-Nassau, stathouder de Hollande et protestant. Jacques II quant à lui s'enfuit et se réfugie en France.
En mars 1689, Jacques II, appuyé par un corps expéditionnaire français, débarque dans le port irlandais de Kinsale. Entre avril et juillet 1689, les troupes franco-jacobites assiègent infructueusement la ville de Derry. Durant l'hiver 1689-1690, les armées orangistes, commandées par le maréchal de Schomberg, font campagne dans la province d'Ulster. Harcelé par les rapparees, celui-ci s'empare de Carrickfergus puis de Charlemont (en), mais n'affronte pas l'armée de Jacques II. Guillaume III débarque à son tour, le 14 juin 1690 dans l'anse de Belfast Lough, et se dirige vers le sud où se trouvent les armées catholiques.

## Ordre de bataille

### Jacobites
Liste établie d'après la revue du 24 juin 1690.

#### Forces irlandaises

##### Cavalerie
- Régiment des Life Guards
- Régiment du duc de Tyrconnel
- Régiment du vicomte Galmoy
- Régiment du colonel Sutherland
- Régiment du colonel Parker
- Régiment du colonel Sarsfield
- Régiment du comte d'Abercorn

##### Dragons
- Régiment du brigadier Maxwell
- Régiment de Sir Niall O'Neill
- Régiment de lord Dongan
- Régiment de lord Clare
- Régiment du colonel Clifford
- Régiment du colonel Carroll

##### Infanterie
- Régiment de Foot Guards
- Régiment du comte d'Antrim
- Régiment de lord Bellew
- Régiment de Gordon O'Neill
- Régiment de lord Louth
- Régiment de lord Grand-Prior
- Régiment de John Grace
- Régiment d'Art McMahon
- Régiment de John Hamilton
- Régiment du comte de Westmeath
- Régiment de Sir Michael Creaghs
- Régiment de Roger MacElligott
- Régiment de Charles O'Brien
- Régiment du major général Boisseleau
- Régiment de Dudley Bagenal
- Régiment du comte de Tyrine
- Régiment de lord Slane
- Régiment de Henry Dillon
- Régiment de Clanrickarde
- Régiment de lord Galway
- Régiment de Walter Bourke
- Régiment de lord Gormanston
- Régiment de Richard Nugent

#### Forces françaises

##### Infanterie
- Régiment de Famechon (1 055 hommes)
- Régiment de Forez (1 097 hommes)
- Régiment de La Marche (1 097 hommes)
- Régiment de Mérode (855 hommes)
- Régiment de Tournaisis (1 097 hommes)
- Régiment de Zurlauben (2 090 hommes)

### Orangistes
Liste établie d'après la revue du 5 juillet 1690.

#### Forces anglo-irlandaises

##### Cavalerie
- Régiment de Life Guards (368 hommes)
- Régiment du comte Schomberg (242 hommes)
- Régiment du comte d'Oxford (368 hommes)
- Régiment de Sir John Lanier (360 hommes)
- Régiment du colonel Byerley (244 hommes)
- Régiment du colonel Coy (236 hommes)
- Régiment du colonel Langston (255 hommes)
- Régiment du colonel Russell (242 hommes)
- Régiment du colonel Villiers (245 hommes)
- Régiment du colonel Wolseley (423 hommes)
- Troupes du capitaine Harbord (38 hommes)

##### Dragons
- Régiment de Sir Albert Cunningham (423 hommes)
- Régiment du colonel Leveson (423 hommes)
- Régiment du colonel Matthew (423 hommes)
- Régiment du colonel Wynne (423 hommes)

##### Infanterie
- Régiment du lieutenant général Douglas (648 hommes)
- Régiment du major général Kirk (666 hommes)
- Régiment du brigadier Stuart (660 hommes)
- Régiment du brigadier Trelawney (553 hommes)
- Régiment du comte de Drogheda (660 hommes)
- Régiment du comte de Meath (678 hommes)
- Régiment de lord George Hamilton (583 hommes)
- Régiment de lord Lisburn (611 hommes)
- Régiment de Sir Henry Bellasis (628 hommes)
- Régiment de Sir John Hanmer (593 hommes)
- Régiment du colonel Beaumont (526 hommes)
- Régiment du colonel Brewer (571 hommes)
- Régiment du colonel Deering (600 hommes)
- Régiment du colonel Erle (693 hommes)
- Régiment du colonel Foulkes (439 hommes)
- Régiment du colonel Hamilton (560 hommes)
- Régiment du colonel Hastings (606 hommes)
- Régiment du colonel Herbert (600 hommes)
- Régiment du colonel Lloyd (652 hommes)
- Régiment du colonel Mitchelburne (664 hommes)
- Régiment du colonel St.-John (589 hommes)
- Régiment du colonel Tiffin (625 hommes)

#### Forces hollandaises

##### Cavalerie
- Gardes à cheval (145 hommes)
- Régiment de lord Portland (357 hommes)
- Régiment de Monopvillan (171 hommes)
- Régiment du lieutenant général Ginkel (152 hommes)
- Régiment de Scholk (167 hommes)
- Régiment de Van Oyen (164 hommes)
- Régiment de Reideffel (174 hommes)
- Régiment de Rancour (175 hommes)
- Régiment de Nyenburg (175 hommes)

##### Dragons
- Régiment d'Eppinger (621 hommes)

##### Infanterie
- Gardes à pied (dont cadets) (1 931 hommes)
- Régiment de Van Graben (490 hommes)
- Régiment de Brandeburg (631 hommes)
- Régiment de Nassau-Saarbrücken-Ottweiler (652 hommes)
- Régiment du colonel Babington (416 hommes)
- Régiment du colonel Cutt (543 hommes)

#### Forces danoises

##### Cavalerie
- Régiment de Droop (263 hommes)
- Régiment de Juel (268 hommes)
- Régiment de Sehested (281 hommes)

##### Infanterie
- Gardes à pieds (698 hommes)
- Régiment de Dronningen (de la Reine) (634 hommes) : régiment fusionné ultérieurement avec le régiment d'Oldenburg
- Régiment du prince Frederick (555 hommes)
- Régiment du prince Christian (547 hommes)
- Régiment du prince George (547)
- Régiment de Zeeland (527 hommes)
- Régiment de Jutland (554 hommes)
- Régiment de Fünen (519 hommes)

#### Forceshuguenotes

##### Cavalerie
- Régiment du duc de Schomberg (395 hommes)

##### Infanterie
- Régiment du colonel de Cambon (640 hommes)
- Régiment du colonel La Caillemotte (562 hommes)
- Régiment du brigadier de Monceau de La Melonière (529 hommes)

## Commandants
Du côté jacobite, le commandement est assuré par le roi Jacques II. À ses côtés se trouvent Richard Talbot, comte de Tyrconnell (en), à la tête d'une troupe irlandaise ; son jeune fils naturel Jacques Fitz-James, duc de Berwick (en) ; le lieutenant-général Richard Hamilton (en), un militaire de carrière d'origine irlandaise. Les forces françaises sont menées par Antonin Nompar de Caumont, duc de Lauzun.
Le camp orangiste, à la tête duquel se trouve le roi Guillaume III, compte un chef prestigieux : le maréchal de Schomberg, protestant français, maréchal de France puis réfugié en Hollande à la suite de la révocation de l'édit de Nantes. Il trouvera la mort lors de cette bataille. Il est accompagné de son fils, Ménard de Schomberg, un général comptant une solide expérience militaire. Les Hollandais sont commandés par Ferdinand-Guillaume, duc de Wurtemberg-Neuenstadt, et par Hendrik Trajectinus (en), comte de Solms-Braunfels.

## La bataille
Guillaume d'Orange débarque à Carrickfergus en Ulster le 14 juin 1690 et marche vers le sud dans l'intention de prendre Dublin. De son côté Jacques II décide de placer sa ligne de défense sur la rivière Boyne à une trentaine de kilomètres au nord de Dublin. Les troupes de Guillaume atteignent la Boyne le 29 juin. Le jour précédent la bataille, Guillaume lui-même se place un peu en retrait après avoir été blessé à l'épaule par un tir de l'artillerie jacobite alors qu'il était en train de superviser un des gués par lesquels ses troupes allaient traverser la Boyne.
La bataille elle-même a lieu le 1er juillet 1690. L'enjeu est le contrôle d'un gué sur la Boyne à proximité de Drogheda à 2,5 km du hameau d'Oldbridge (en).

## La défaite deJacquesIIet son exil
À la suite de cette défaite, Jacques II fuit et rembarque à Kinsale vers la France. Cette défaite met définitivement fin à ses espoirs de reconquérir le trône. Les espoirs de la population irlandaise catholique de s'émanciper de la tutelle anglaise s'éteignent également. Les soldats de Jacques II s'exilent avec lui, pour la plupart en France, mais aussi en Espagne, quelques-uns offrent leurs services comme mercenaires dans d'autres pays européens.
La bataille de la Boyne représente un tournant décisif, à l'avantage des troupes de Guillaume III, puisque Jacques II quitte l'Irlande où il ne revient plus, mais elle ne met pas un terme à la guerre.

## De l'histoire au mythe orangiste
Wesley Hutchinson propose l'idée que l'iconographie concernant la bataille de la Boyne soit réduite à une seule image, une représentation de « Guillaume III monté sur son destrier blanc en train de traverser un cours d'eau ». Belinda Loftus considère, quant à elle, que le symbolisme associé à l'orangisme et à l'unionisme a un caractère « fragmentaire et héraldique » et que « les lois qui le sous-tendent sont celles de la répétition et du modèle ». L'image de Guillaume III apparaît de façon récurrente et indépendamment de tout repère spatio-temporel. Hutchinson propose des explications concernant le succès de cette iconographie, soulignant d'autres éléments identitaires, transmis par cette commémoration : il l'envisage comme une suite mythologisée du siège de Derry, qui « brise l'isolement du protestant de Londonderry et l'insère dans un réseau de solidarité politique et religieuse ». Il souligne la diversité européenne des armées en lice, aux côtés des troupes anglaises de Guillaume : « l'élite de tout un continent », suisse, hollandaise et huguenote française. Alors que le mythe de Londonderry se caractérise, selon lui par un enfermement, résumé par le slogan « No Surrender », la bataille de la Boyne représente une menée offensive, et manifeste que le protestantisme, « une fois mobilisé, s'avère irrésistible ». La Boyne constituerait ainsi une « frontière spirituelle », divisant l'Irlande sinon sur le plan politique, du moins sur le plan spirituel.

Les représentations de Guillaume d'Orange à La Boyne
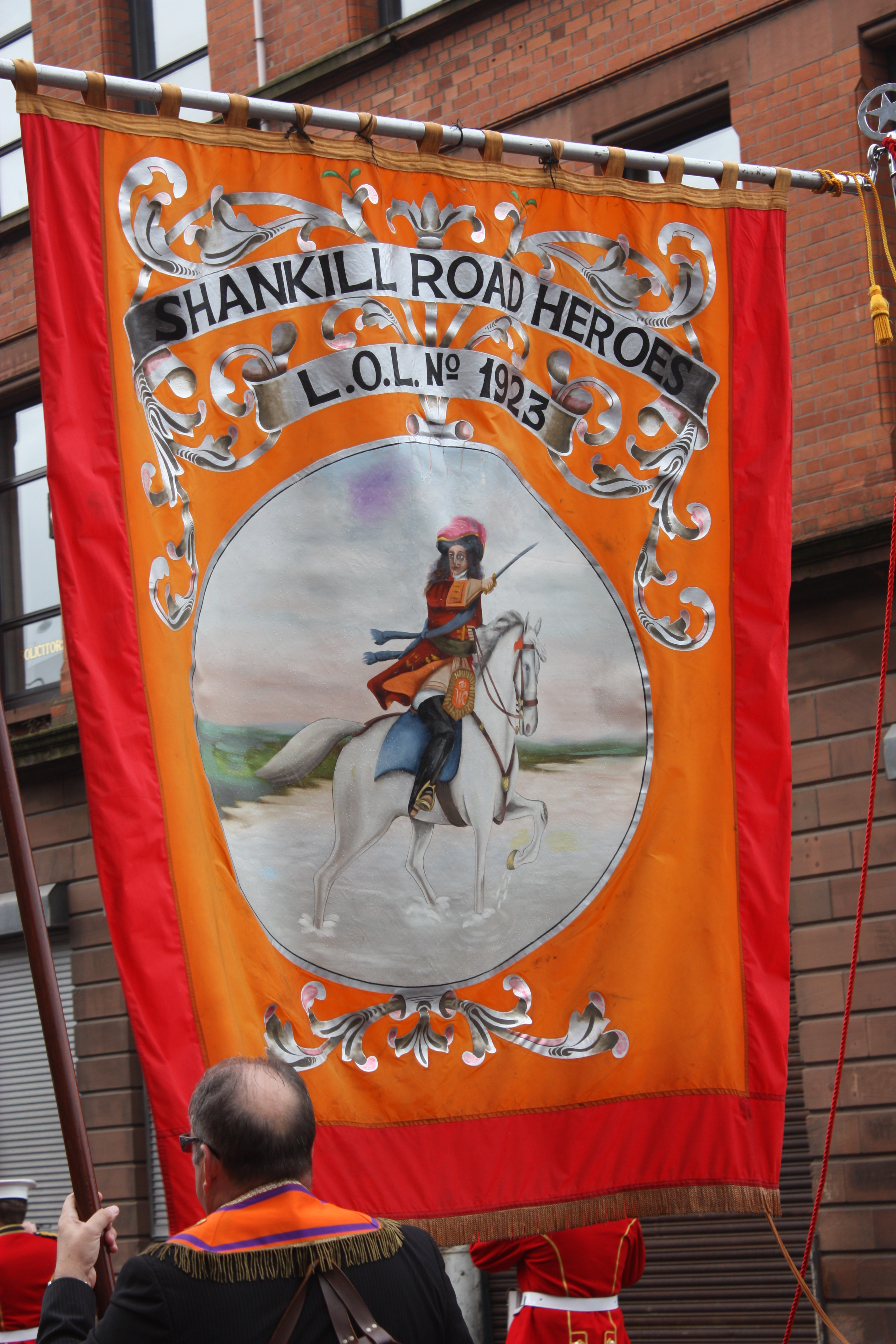
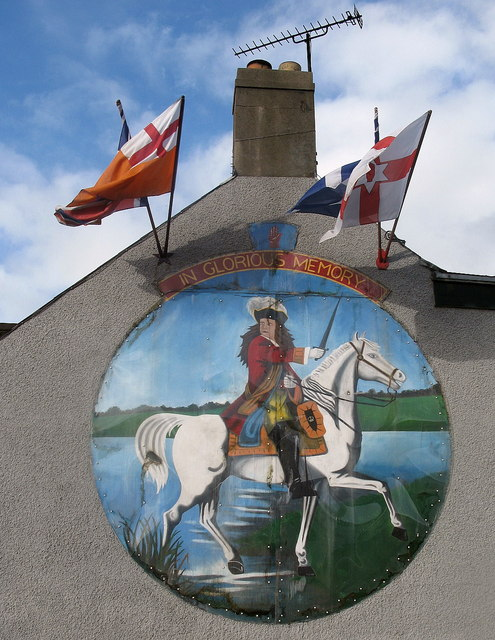
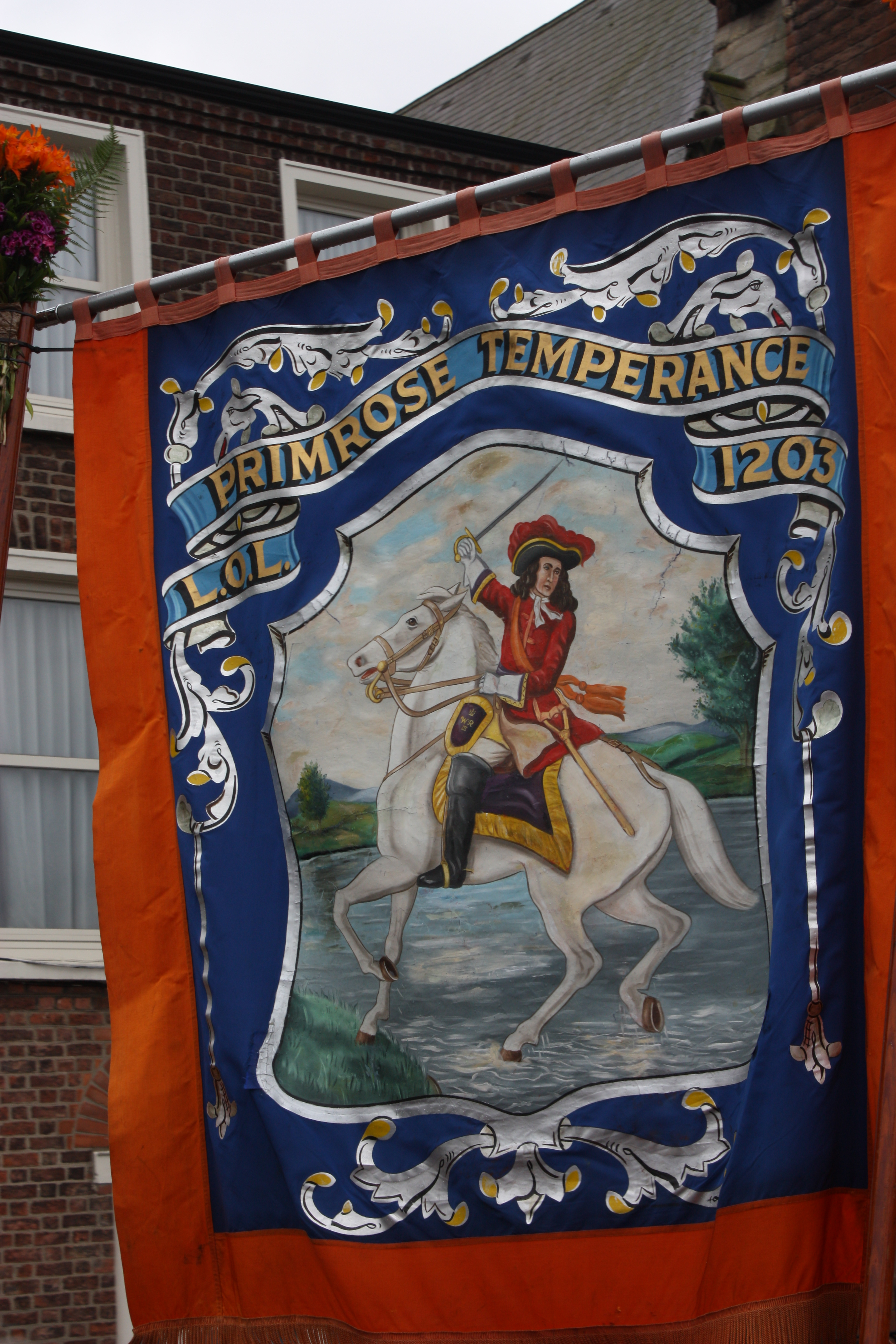

## Postérité

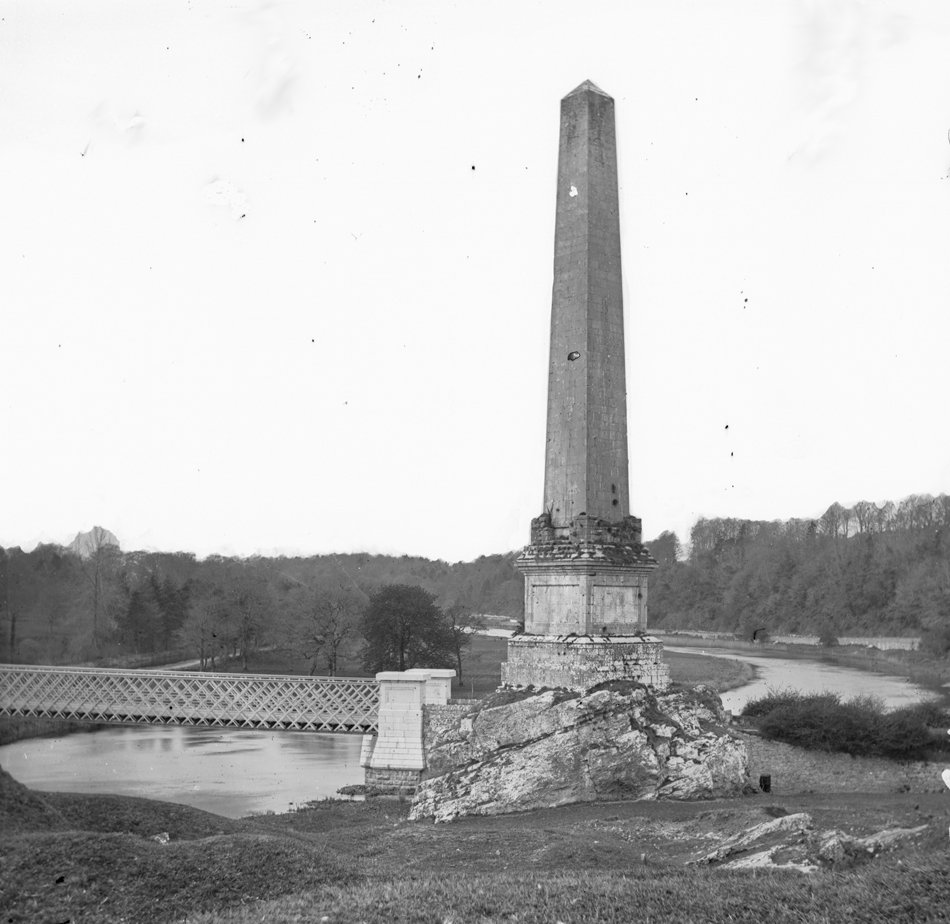
Vue de l'obélisque commémoratif à Drogheda, comté de Meath, avant 1883. Il a été détruit en 1923.

La bataille est commémorée par un jour férié en Irlande du Nord le 12 juillet (The Twelfth), accompagné chez les loyalistes de feux de joie durant la nuit du 11 juillet (Onzième nuit) et par des marches de l'ordre d'Orange.